# تانيا فاجون
تانيا فاجون (مواليد 9 مايو 1971) هي سياسية سلوفينية تشغل منصب وزيرة الخارجية منذ 1 يونيو 2022. تتحدث اللغة السلوفينية والإنجليزية والألمانية والفرنسية والكرواتية. حاصلة على الماجستير في العلوم والسياسة الدولية من كلية الدراسات متعددة التخصصات بجامعة باريس.

## حياتها الشخصية
تعيش فاجون في بروكسل مع زوجها الصحفي الألماني فيت أولريش براون. هواياتها هي الرياضة والموسيقى والسفر.

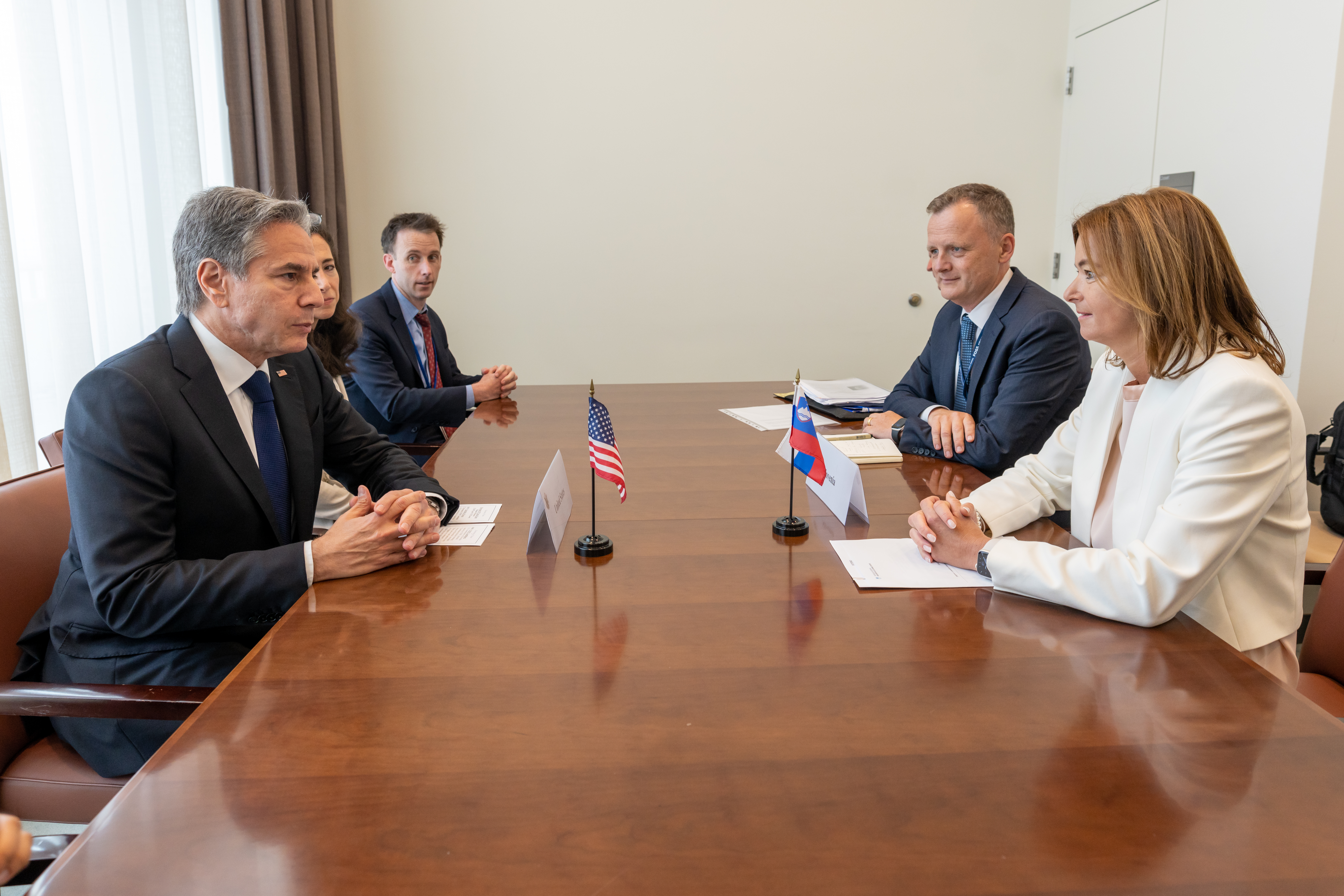
فاجون تلتقي بوزير الخارجية الأمريكي أنتوني بلينكن في عام 2022